# Wrocław-Stare Miasto (Stadtbezirk)

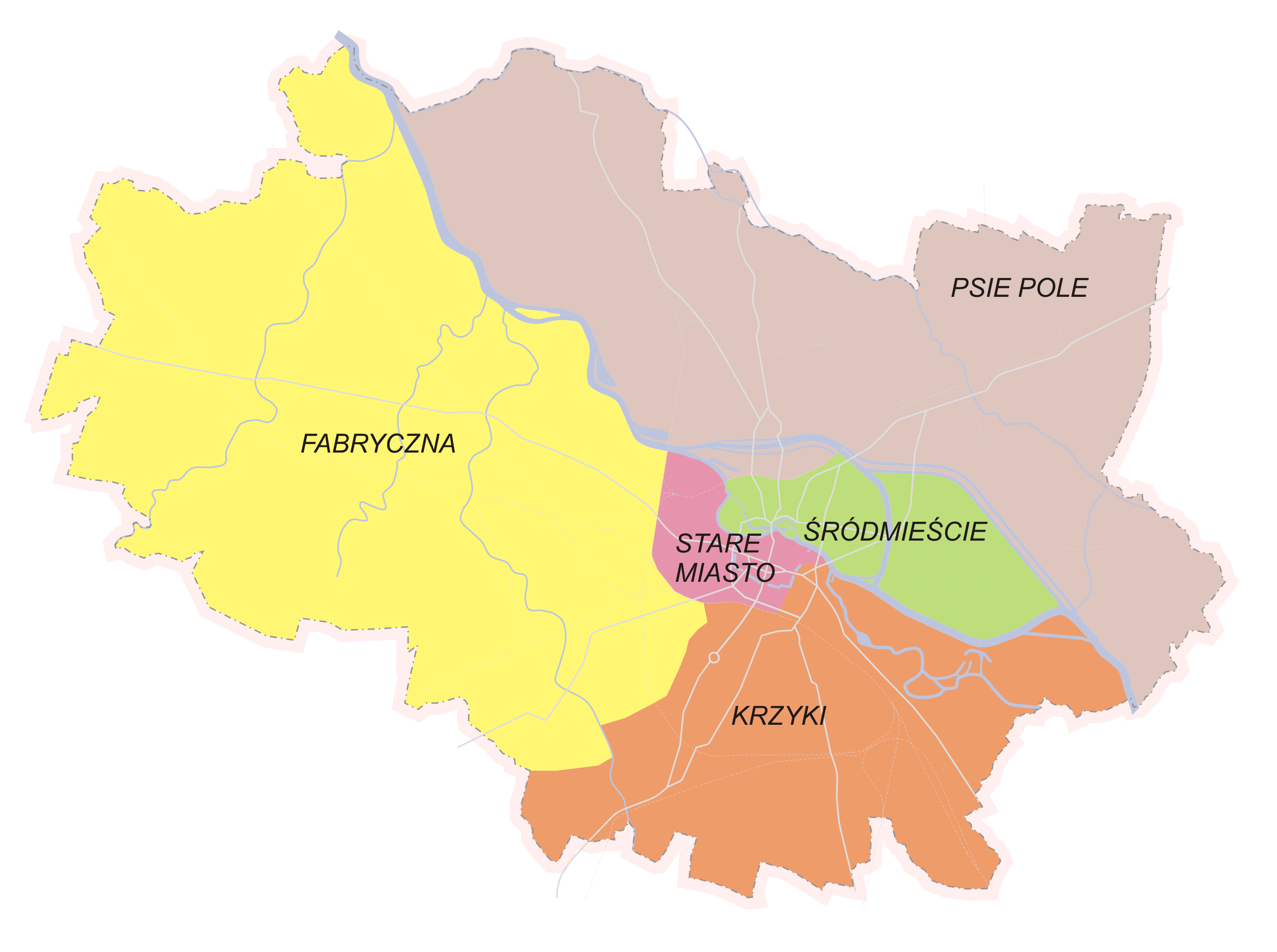
Stare Miasto auf der Karte von Breslau

Wrocław-Stare Miasto oder einfach Stare Miasto („Altstadt“) ist ein Stadtbezirk in der Mitte der polnischen Stadt Breslau. Er besteht aus der historischen Keimzelle der Stadt und aus zwei einstigen Vorstädten, die nach der Abtragung der Wallanlagen im Jahr 1808 eingemeindet wurden.

## Allgemeines
Seit dem Jahr 1990 haben in der polnischen Kommunalpolitik die kleineren Stadtteile (pl. Osiedle) an Bedeutung gewonnen, doch ein Stadtbezirk wie Stare Miasto besitzt nach wie vor einige Stadtbezirksbehörden wie eine eigene Finanzbehörde (pl. Urząd Skarbowy), ein Gesundheitsamt oder ein Polizeipräsidium.
Die drei Stadtteile des Stadtbezirks wurden im Zweiten Weltkrieg fast vollständig zerstört. Die eigentliche Altstadt rund um den Großen Ring und den Salzmarkt wurde weitgehend in der historischen Gestalt wiederaufgebaut.
Den südlich davon liegenden Stadtteil Przedmieście Świdnickie („Schweidnitzer Vorstadt“), bis in die 1990er Jahre das eigentliche Geschäftszentrum der Stadt, hat man zum Teil mit historisierenden Gebäuden der 1950er Jahre bebaut; die Baufluchtlinien wurden dabei behalten. Als besonders interessant gilt die einheitlich gehaltene historisierende Bebauung des Platzes Plac Kościuszki. Sie entspricht den ursprünglichen Planungen eines französischen Pionieroffiziers am Anfang des 19. Jahrhunderts, der den Platz als eine Nachahmung des Place Vendôme in Paris geplant hat.
Der westlich der Altstadt liegende Stadtteil Szczepin („Tschepin“) wurde mit als wenig ansprechend geltenden Plattenbausiedlungen bebaut. Von der einstigen Bebauung, zu der die Pauluskirche gehörte, sind nur wenige Gebäude verblieben.

## Stadtbezirksgliederung
Die Stadtteile des Stadtbezirks Stare Miasto sind:
- Stare Miasto,
- Przedmieście Świdnickie (Schweidnitzer Vorstadt) und
- Szczepin (Tschepin)